# Nodar Gvacharia
Nodar Gvacharia (Georgisch: ნოდარ გვახარია; Russisch: Нодар Валерианович Гвахария, Nodar Valerianovitsj Gvacharieja) (Tbilisi, 26 april 1932 – aldaar, 14 november 1996) was een  waterpolospeler uit de Sovjet-Unie.
Nodar Gvacharia nam als waterpoloër eenmaal deel aan de Olympische Spelen in 1956. Tijdens de finale ronde van het toernooi van 1956 nam hij deel aan de bloed-in-het-waterwedstrijd. Hij veroverde met het Sovjet team een bronzen medaille.
Viktor Agejev · 
Pjotr Breus · 
Nodar Gvacharia · 
Boris Gojchman · 
Vjatsjeslav Koerennoj · 
Boris Markarov · 
Petre Msjvenieradze · 
Valentin Prokopov · 
Michail Ryzjak · 
Joeri Sjljapin